# Епископ тимочки Доситеј
Доситеј Новаковић (око 1774 — 1854) био је српски духовник и епископ тимочки од 1834. до 1854.

## Биографија
Родио се у селу Дабници код Прилепа око 1774. Као младић боравио је у манастиру Трескавцу код Прилепа. Убрзо одлази на Свету гору у бугарски Манастир Зограф где прима монаштво. Ту бива рукоположен за јерођакона а затим и за јеромонаха. Са Свете горе одлази у Пирот, а затим и у Ниш, где га тадашњи епископ Мелетије поставља за свог протосинђела.
После убиства епископа Мелетија 31. маја 1821. године од стране Турака који су због Грчког устанка затварали и убијали православно свештенство Доситеј успева да пребегне за Србију где га кнез Милош Обреновић прима и даје му дужност старешине манастира Свете Петке, а потом и манастира Горњака. Нешто касније је унапређен у чин архимандрита.

## Епархија тимочка
Када је 1833. ослобођена Тимочка крајина, и припојена Кнежевини Србији кнез и митрополит београдски одлучују да образују Тимочку епархију. Митрополит Петар је у договору са остала два србијанска епископа, ужичким Никифором и шабачким Герасимом, предложио три архимандрита од којих је један био Доситеј. Године 1834. на Сретење Господње 2. фебруара рукоположен је у Крагујевцу за епископа тимочког у присуству самог књаза и народних представника, окупљених ради доношења Сретењског устава.
Новоизабрани епископ учествује у раду скупштине и Архијерејског сабора и ради на организацији Српске цркве са осталим епископима, а затим након месец дана проведених у Крагујевцу одлази за Зајечар. У седишту Епархије радио је на описмењавању свештенства, завођењу црквеног реда, богослужења, уређивању матичних књига, оснивању црквених надлештава али и на сузбијању празноверја и сујеверја. Стечене навике су се тешко мењале па је наишао на отпор непросвећеног народа и свештенства који су упућивали жалбе Митрополиту и књазу Милошу Обреновићу.
Епископ Доситеј Новаковић с тога упућује 1839. године захтев Сабору и Митрополиту српском да се пресели седиште Епархије у Неготин, који је у то време био седиште Тимочке области. Међутим, препрека је било то што није постојао стан за Епископију, па је упућен предлог да се за те потребе откупи такозвана Алмашева кућа, која се налазила у парку преко пута Нове цркве.
По доласку у Неготин епископ Доситеј Новаковић већ 1846. иницира оснивање Неготинског читалаштва, али и бројних важних установа и удружења. Помаже Главни фонд училишта, ради на оснивању и отварању недељних и празничних школа за калфе и шегрте у којима они уче да чпитају, пишу и рачунају. Подиже нове храмове, помаже неготинску Гимназију, о свом трошку пколује и издржава ђаке, међу којима и Митрополита Михајла на кога је утицао да се определи за монашки живот.

## Признања
Од 1846. епископ Доситеј Новаковић био је почасни члан Друштва српске словесности. Одликован је од кнеза Александра напрсним крстом са златним ланцем за све што је учинио за цркву и државу. Сматра се и главним ослонцем и повременим саветником књаза Милоша Обреновића, коме је 1834. организовао дочек и као његов пратилац ишао на преговоре са видимским пашом Хусеином. Величанствен дочек је приредио и за књаза Александра Карађорђевића 1845.

## Смрт
Епископ Доситеј је управљао Тимочком епархијом 20 година. Умро је 2. априла 1854. године у Неготину. Његов гроб налази се у крипти старе неготинске цркве.
Именом Доситеја Новаковића данас се зове и неготинска Народна библиотека.

## Подржавање расне једнакости
У једном инциденту 1851. године, један богати Ром („Циган“) рођен у Неготину и дугогодишњи становник, покушао је да ожени свог сина сиромашном Српкињом и државни закон и црквени канони су то очигледно дозвољавали, али је било прилично необично и политички противници владајућем режиму окупили су локално становништво да се супротставе томе. Епископ Доситеј је покушао да их уразуми у неколико јавних говора и писменим захтевима државним функционерима и београдској митрополији да се јавно изјасни да је намеравано венчање легално. Он је више пута истицао да су сви православни хришћани „једнаки у закону и у очима Божијим“, али после вишенедељног планирања, укључујући и канонску објаву предстојећег венчања у владичанској цркви од стране епископа, на дан планираног венчања побуњена гомила упала је у владичански двор и држала Доситеја као таоца неколико сати тако да он није могао да присуствује. Исто је учињено и са протопрезвитером (парохијским свештеником) и венчање је отказано.